# Альбрехт, Теодор
Теодор Пауль Альбрехт (больше известен как Тео Альбрехт; 28 марта 1922, Эссен — 24 июля 2010, Эссен) — немецкий предприниматель, основатель сети продовольственных магазинов-дискаунтеров Aldi, один из богатейших людей Европы.

## Биография
Торговлей продуктами Теодор Альбрехт и его брат Карл занялись после Второй мировой войны. Братья, вернувшиеся с фронта в Эссен, получили в управление небольшой магазин, принадлежавший их семье. К 1950 году у братьев Альбрехтов было уже 13 продовольственных магазинов.
Первые магазины, носившие название Aldi (сокращение от Albrecht Discount), открылись в ФРГ в начале 1960-х годов. Магазины Aldi сделали ставку на продажу ограниченного ассортимента повседневных продуктов по крайне выгодной цене. По состоянию на 2010 год только в Германии работают более 4 тысяч магазинов Aldi, кроме того, Альбрехтам принадлежит американская сеть Trader Joe's, насчитывающая около тысячи магазинов.
Карл и Теодор Альбрехты регулярно возглавляли список самых богатых людей Германии, а также входили в число богатейших людей Европы и мира. Журнал Forbes в 2010 году оценил состояние Теодора Альбрехта в 16,7 миллиарда долларов, а его брата Карла — в 23,5 миллиарда.
Братья Альбрехт также были известны как крайне скрытные люди, избегали любого упоминания в СМИ об их личной жизни. Политика непубличности распространяется и на компанию Альбрехтов, которая не раскрывает информацию о своей работе.
Одним из немногих фактов из жизни Теодора Альбрехта, известных широкой публике, является его похищение с целью выкупа в 1971 году. Похитители отпустили его через 17 дней, получив выкуп в 7 миллионов марок.
Теодор Альбрехт скончался в возрасте 88 лет в своём доме в Эссене и был похоронен на городском кладбище. По данным немецких СМИ, церемония похорон прошла 28 июля в обстановке строгой секретности.